# Pontével
Pontével és una freguesia portuguesa del municipi de Cartaxo, amb 27,84 km² d'àrea i 4.614 habitants (al cens del 2011). La densitat de població n'és 165,7 hab/km².
Té de patrona Nossa Senhora da Purificação (Nossa Senhora das Candeias). La formen els llogarets de Casais da Amendoeira, Casais Penedos, Vale da Zebra, Casais Lagartos, Casais Luízes, Casais das Areias, Casais d’Alcaria, Rosmaninho, Oira, Capeludos i Vale de Choupos.

## Població
| Població de Pontével | Població de Pontével | Població de Pontével | Població de Pontével | Població de Pontével | Població de Pontével | Població de Pontével | Població de Pontével | Població de Pontével | Població de Pontével | Població de Pontével | Població de Pontével | Població de Pontével | Població de Pontével | Població de Pontével |
| -------------------- | -------------------- | -------------------- | -------------------- | -------------------- | -------------------- | -------------------- | -------------------- | -------------------- | -------------------- | -------------------- | -------------------- | -------------------- | -------------------- | -------------------- |
| 1864                 | 1878                 | 1890                 | 1900                 | 1911                 | 1920                 | 1930                 | 1940                 | 1950                 | 1960                 | 1970                 | 1981                 | 1991                 | 2001                 | 2011                 |
| 1 633                | 1 895                | 2 264                | 2 705                | 3 319                | 3 737                | 4 424                | 4 566                | 4 990                | 5 113                | 5 148                | 6 448                | 4 366                | 4 399                | 4 614                |

## Història
De fundació molt antiga, anterior a la de la nacionalitat, comença a constar en la documentació reial immediatament a partir d'Alfons I, però, sobretot, de Sanç I, que li concedeix el primer fur (1194), més tard confirmat per Alfons II. En temps de la conquista cristiana era vital assegurar el poblament de zones limítrofes de posicions importants, com era el cas de Pontével respecte a Santarém. És per això que el rei feu donació d'aquestes terres als francs de Vila Verde o a l'Orde Militar de Sâo João de l'Hospital, que llavors era a Santarém. La importància de la Comenda de Pontével, integrada Ereira i Lapa, es fa palesa per la posició que ocupava.
Malgrat de la seua vetusta edat, Pontével no conserva massa vestigis del passat i enclou alguns misteris que cal desxifrar. L'anomenat Pont Romà o Medieval n'és un, doncs es pot constatar que es tracta d'una obra rudimentària prou arcaica. Al segle xiv, el cavaller Bartolomeu Joanes (la sepultura del qual es troba a l'entrada de la Seu de Lisboa va deixar una disposició testamentària amb vista a la construcció d'un pont sobre el riu de Pontével.
L'església de Nossa Senhora da Purificação (Parroquial de Pontével) és sobre el primitiu temple cristià alçat probablement a partir del segle xii, però fou completament reconstruïda en el s. XVII. A l'interior es poden apreciar alguns elements importants datats entre els segles XVI i XVIII, com ara la pila baptismal, els panells pintats del Mestre da Romeira, un fresc de la patrona al sostre de la capella major, taulells, talla daurada, i els túmuls dels Comanadors del segle xvii, entre els quals destaca el d'António Botto Pimentel.
La puixança de Pontével sembla esborrar-se amb l'extinció dels ordes religiosos, de tal manera que, entre finals del segle xix i l'inici del s. XX, alguns il·lustres visitants s'indignen per l'estat de ruïna de la vella urbs. Tal vegada per això assistim, de llavors ençà, a un renaixement urbanístic, tot i que modest. Exemples d'obres d'aquest període són la reconstrucció de la Capella de Nossa Senhora do Desterro (antiga ermida do Espírito Santo), així com els arranjaments de Rio da Fonte. Ja en la dècada de 1930, a la zona de gran bellesa natural i entrada de la vila, es construí una font que té forma de conquilla, a la qual el poble ràpidament va anomenar Saramaga.